# 2,4-Dichlorbenzylalkohol
2,4-Dichlorbenzylalkohol ist eine chemische Verbindung aus der Gruppe der doppelt chlorierten Benzylalkohole.

## Eigenschaften
2,4-Dichlorbenzylalkohol ist ein weißes Pulver, welches schlecht löslich in Wasser ist. Es kristallisiert im monoklinen Kristallsystem in der Raumgruppe P21/c (Raumgruppen-Nr. 14) mit den Gitterparametern a = 473,6 pm, b = 1281,8 pm, c = 2485,3 pm und β = 96,852°, sowie zwei Formeleinheiten pro Elementarzelle.

## Verwendung
2,4-Dichlorbenzylalkohol wird wie sein Isomer 3,4-Dichlorbenzylalkohol als Desinfektionsmittel und Antiseptikum verwendet, das (oft zusammen mit Amylmetakresol oder Levomenthol) zur Behandlung von Entzündungen im Mund- und Rachenraum eingesetzt wird. Es kommt in Form von Lutschtabletten, als Lösung oder Spray in den Handel.

## Handelsnamen
Hextriletten®, Lidazon®, Strepsils®, neo-angin®, Dobensana®